# Louis Jean Gausserand
Louis Jean Gausserand est un homme politique français né le 1er avril 1751 à Saint-Juéry (Tarn) et décédé le 25 décembre 1813 à Albi (Tarn).
Juge au tribunal de district d'Albi, il est député du Tarn de 1791 à 1792, siégeant avec la majorité. Il est président du tribunal criminel d'Albi de 1800 à 1811.

## Sources
« Louis Jean Gausserand », dans Adolphe Robert et Gaston Cougny, Dictionnaire des parlementaires français, Edgar Bourloton, 1889-1891 [détail de l’édition]